# 真玉城
真玉城（またまじょう）は、大分県豊後高田市大村にあった日本の城。

## 概要
真玉城は、現在真玉寺がある周囲を水堀が取り囲み、真玉寺北側に高田高校真玉分校跡となっている内城、更に外側に現在は田畑と住宅地となっている外城が配置された縄張りの城である。高校跡地のグランド北側には約30m程の土塁とその外側に堀が残り、またグランド西側には田畑となった空堀跡がよく残っている。

## 歴史
1353年（南朝：正平8年、北朝：文和2年）に杵築城主木付頼直の弟重実が真玉荘を分知され、この地に築城、以後真玉氏代々の居城となった。
1590年（天正18年）、9代真玉統寛は豊臣秀吉の小田原征伐に参陣する途中、家臣山田兼佐の謀反によって落命する。この内乱によって真玉氏は滅亡した。